# 图法拉
图法拉（義大利語：Tufara），是意大利坎波巴索省的一个市镇。总面积35平方公里，人口1012人，人口密度28.9人/平方公里（2009年）。ISTAT代码为070082。